# Trichopalpina nimba
Trichopalpina nimba là một loài bướm đêm trong họ Noctuidae.